# Línea M-128 (Área de Málaga)
La línea M-128  era una ruta de transporte público en autobús del Consorcio de Transporte Metropolitano del Área de Málaga. Unía Benalmádena Costa y Torremolinos con el Aeropuerto de la Costa del Sol.